# Nepomuk Birkhofer
Nepomuk Birkhofer (* 1847 in Konstanz; † 1909 ebenda) war ein Konstanzer Stadtoriginal.

## Leben
Nepomuk Birkhofer, genannt Mucki, gehörte der Unterschicht an und galt als schwachsinnig, weshalb er bereits in jungen Jahren im Spital verpfründet war. Allerdings konnte er geregelten Beschäftigungen nachgehen: Als „Gülleführer“ beförderte er den Inhalt der Abfallgruben aus dem Spital, machte Holz und erledigte Botengänge. Bekanntheit erlangte er durch seine auffällige Sonntagsgarderobe, die durch seine lange und hagere Figur unterstrichen wurde: ein abgetragener Frack, den er mit allerlei Abzeichen behängte, ein verbeulter Zylinderhut, weiße Baumwollhandschuhe und stets ein Zigarrenstumpen. Dieser Aufzug wurde als Fastnachtskostümierung nachgeahmt (hier besteht eine Ähnlichkeit mit dem ungleich bekannteren Aachener Stadtoriginal Lennet Kann), und in der Erinnerung der Konstanzer blieb Birkhofer so präsent, dass noch drei Jahrzehnte nach seinem Tod eine Zigarrensorte als „Konstanzer Originalstumpen Mucki“ mit seinem Porträt beworben werden konnte.
Der Konstanzer Verlag Louis Franke stellte Postkarten mit Birkhofer als Motiv und dem folgenden Gedicht dazu her:
Gruss aus Konstanz

Der Mucki am Sonntag, es ist eine Pracht,

Per Cylinder und Glace, wie schön er sich macht,

Ein Röschen im Knopfloch, die Orden auf der Brust

Den Jüngling zu sehen, ach welche Lust

Stolz eilt er zum Breier, die Rheinbrück’ hinaus

Verzehrt dort draussen den Morgenschmaus

Befriedigt und glücklich stolziert er zurück,

Havanna und Moera haben ganz ihn entzückt.
Heinrich Ernst Kromer modellierte Birkhofer als Majolikafigur und stellte ihn 1931 auf einem Ölbild mit dem Seerhein und Gottlieben im Hintergrund als den „Gassendepp von Konstanz“ dar.